# 小鈴谷町
小鈴谷町（こすがやちょう）は、愛知県知多郡にかつて存在した町。
現在の常滑市南部（大谷、小鈴谷、坂井）と 美浜町北部（上野間）に該当する。

## 歴史
- 江戸時代、この地域は尾張藩領であった。
- 1878年（明治11年）12月28日 -
  - 小鈴ヶ谷村、大谷村、広目村が合併し、三谷村となる。
  - 上野間村と坂井村が合併し、稲早村となる。
- 1881年（明治14年） - 稲早村が上野間村と坂井村に分離する。
- 1884年（明治17年） - 三谷村が小鈴谷村、大谷村、広目村に分離する。
- 1889年（明治22年）10月1日 - 小鈴谷村と広目村が合併し、小鈴谷村となる。
- 1906年（明治39年）7月1日 - 小鈴谷村、大谷村、坂井村、上野間村が合併し、小鈴谷村となる。
- 1952年（昭和27年）7月1日 - 町制施行し、小鈴谷町となる。
- 1957年（昭和32年）3月31日 - 上野間を美浜町に編入。残部（大谷、小鈴谷、坂井）は常滑市に編入される。

## 学校
- 小鈴谷町立小鈴谷中学校　（統合され、現・常滑市立南陵中学校）
- 小鈴谷町立北小学校　（現・常滑市立小鈴谷小学校）
- 小鈴谷町立南小学校　（現・美浜町立上野間小学校）

## 交通機関
- 美浜町に編入された後の上野間地区に、名古屋鉄道知多新線上野間駅が開業している。
- 戦後から知多新線開業前までは、常滑駅方面から地区内を縦貫して南知多町師崎まで、知多バス西海岸線が運行されていた。
  - 知多新線開業後は上野間駅で系統が分断され、旧小鈴谷町内の区間は常滑南部線へ改称。
  - 2022年9月30日に常滑南部線は廃止、翌日からは同じ経路で常滑市コミュニティバスの南部エリアルートが運行されている。

## 神社・仏閣
- 野間神社

## 企業
- 盛田（1665年（寛文5年）、この地で創業）

## 出身人物
- 盛田昭夫（ソニー創業者)
- 石田退三（元・トヨタ自動車社長)

## その他
- 小鈴谷町立北小学校（現・常滑市立小鈴谷小学校）の前身となった学校として、私学の鈴渓義塾[2]が存在した。この学校は「知多の最高学府」とも呼ばれ、当時としては高レベルの教育を行ったという。卒業生した主な有名人には以下の人物がいる。
  - 森下信衛（海軍少将。戦艦大和5代目艦長）
  - 古川四郎（海軍中将。海軍航空本部技術部長）
  - 石田退三（元豊田自動織機製作所社長、元トヨタ自動車工業社長・会長・相談役。「トヨタ中興の祖」）
  - 伊東延吉（文部事務次官。国民精神文化研究所所長。）
  - 盛田善平（敷島製パン創業者）